# Покахонтас 2: Путовање у нови свет
Покахонтас 2: Путовање у нови свет (енгл. Pocahontas II: Journey to a New World) је амерички анимирани филм компаније Волт Дизни из 1998. године. Филм представља наставак Покахонтас из 1995. године.
Српску синхронизацију је 2019. године урадио студио Ливада Београд и премијера се очекује.

## Радња
Покахонтас путује у Енглеску како би спречила рат британаца и Индијаца. Њен водич и пратилац је краљевски изасланик Џон Ролф. Они иако се једно другоме допадају, Покахонтас жуди за Џоном Смитом. Након сукоба са злим Ретклифом, нестали Џон се сматра мртвим. Ретклиф говори краљу да су Индијанци код Џејмстауна дивљаци, док Покахонтас улази у високо друштво, надајући се да ће доказати супротно тиме што ће представити цивилизован наступ на Ловачком балу. Ретклиф покушава на све начине да саботира Покахонтасин план. Због лошег наступа на балу, Покахонтас бива заробљена, док је спасавају Џон Ролф са помоћи Џона Смита. Покахонтас успева да убеди краља како су Индијанци цивилизовани, док краљ одлучује да не ратује са Индијанцима. Покахонтас одлучује да се врати у Америку (Нови свет) заједно са Џоном Ролфом, са којим је ступила у љубавну везу, док напушта Џона Смита који креће на свој сопствени пут.